# Jal
Jal város az USA Új-Mexikó államában, Lea megyében. Lakosainak száma 2202 fő (2020. április 1.).

## Népesség
A település népességének változása:

| 2010 | 2 047 |
| 2020 | 2 202 |